# Calamagrostis angustifolia
Calamagrostis angustifolia är en gräsart som beskrevs av Vladimir Leontjevitj Komarov. Calamagrostis angustifolia ingår i släktet rör, och familjen gräs. Inga underarter finns listade i Catalogue of Life.